# Gare de Wetzlar
La gare de Wetzlar (en allemand Bahnhof  Wetzlar) est la plus grande gare de la ville de Wetzlar en Hesse, Allemagne.

## Situation ferroviaire
La gare de Wetzlar est située au début de la ligne de la vallée de la Lahn, ainsi qu'au point kilométrique (PK) 153,4 de la Dillbahn.

## Desserte
Liaisons directes à partir de la gare vers Francfort-sur-le-Main, Stuttgart, Munich, Salzbourg, Klagenfurt.